# 新宿少年探偵団
『新宿少年探偵団』（しんじゅくしょうねんたんていだん）は、太田忠司による日本の小説シリーズ。第6巻「まぼろし曲馬団」までは大貫健一が挿絵を担当していたが、7作目の「まぼろし曲馬団の逆襲」以降は大貫のスケジュールが合わなくなった為、高田明美が挿絵を担当している。略称は「宿少」（じゅくしょう）。講談社ノベルス（講談社）より1995年3月から2004年8月まで刊行された。映画化（1998年春公開）や漫画化（『月刊サスペリアミステリー』連載 / こやま基夫・画）も行われた。
新宿を舞台に暗躍するマッドサイエンティストに立ち向かう中学生たちの活躍を描く。江戸川乱歩の探偵小説に登場する少年探偵団の現代版を意図したもの。

## 登場人物
羽柴 壮助（はしば そうすけ）
私立聖賢学園中学2年生。腕白小僧。美香に好意を寄せている。当初はナイフを武器にしていたが、後に蘇芳の作った光線銃を使うようになる。父と2人暮らし。
神崎 謙太郎（かんざき けんたろう）
荘助の幼馴染で、コンピュータの天才。ストーリーが進むにつれてマッドサイエンスに惹かれていく。両親がいる。
夢野 美香（ゆめの みか）
荘助の同級生。かなりの天然で、彼の気持ちにまったく気づいていない。母子家庭。
麻里（まり）
美香の中にいるもう1人の人格。美香と違い、しっかりとしているが少しきつい性格。本人は母親に抑圧された美香の人格というが正体は違うようだ。荘助に好意を抱いている(?)。蘇芳が渡した部屋で原初の地球の光景を造るなど謎が多い。メンバーの中では特に蘇芳を疑問視している。
七月 響子（ななつき きょうこ）
荘助たちの同級生。格闘技の達人で、ある種の霊感も有する。普通であることを心がける家族には疎外感を抱いている。両親と兄がいる。
蘇芳（すおう）
荘助たちを助け、探偵団を作った謎の少年。何らかの目的で芦屋能満の遺産を集めている。常に蘇芳色の服を着ている。傲岸不遜な性格で、その態度に見合う能力を発揮するがギャグセンスは0。蘇芳は偽名で、本名は不明。彼が念じるままに動く鉄球「式」を使、荘助の銃や探偵団の七つ道具を始め様々なメカを製作する。
ジャン・ポール
蘇芳の執事。料理から格闘まで何でもこなす。探偵団をあたたかく見守るサポート役。
羽柴翁
荘助の祖父。政財界を裏から操る、通称「鎌倉の老人」。自分も昔は少年探偵団の一員だったそうで、荘助たちの冒険談を聞くのが楽しみ。荘助にBDバッジと専用のキャッシュカードを渡す。実は蘇芳の事をずっと以前から知っていた。
櫻木（さくらぎ）
七月響子に格闘技を教えた人物。実は、荘助の祖父や阿倍葛子とも浅からぬ因縁を持つ。
芦屋 能満（あしや のうまん）
現代科学とは異なるパラダイムに基づく科学体系を作り上げたマッドサイエンティスト。平安時代の陰陽師・芦屋道満の子孫らしい。故人とされているが、多数の弟子（怪人）が彼の遺言に従って活動している。
髑髏王（どくろおう）
新宿に最初に現れた能満の弟子。仲井薫という偽名を名乗る。機獣θを操り、人間の頭蓋骨を収集する。コレクター気質。
大鴉博士（おおがらすはかせ）
カラスを操る老博士で紅天蛾の「祖父」。研究にも使用する宝石を人を殺すことなく盗み出す。掴み所の無い老人で、科学者としての自分の欲求に忠実に従う。
紅天蛾（べにすずめ）
七つの影というロボットを操る大鴉博士の「孫」。少女だが、高い知能と無邪気な残酷さを併せ持つ。
ゲルマ18号→ゲルマ19号
まぼろし曲馬団団長（ただし、正団員は彼のみらしい）。18号と19号の2体が居るが、両者とも同じ製作者が遠隔操作で操るアンドロイドのような存在（つまり、この人物が真のまぼろし曲馬団団長ということになる）。両方とも伸縮自在の体で高い身体能力も持ち、製作者は最強の存在だと思っていたが、蘇芳に完膚なきまでに倒され彼のプライドは深く傷つく。プライドは高いが、他の弟子の力を利用しようとするなど姑息な面もある。
鳴宮 慎爾（なるみや しんじ）
ゲルマにその発明品を利用された能満の弟子。海を愛する内向的な男。異時空結合装置を使い、夜の新宿に深海の生物を呼び出す。
佐倉和則（さくら かずのり）
22歳。三男。金の亡者ともいえる大会社の社長・佐倉辰則を父に持つ工学院大学の機械工学科の学生。父に反発し独自の道を歩もうとする。大鴉博士に偽装誘拐されるがやがて彼に惹かれていき協力者となる。
イカロス
大樹ユグドラシルを作り出した大鴉の弟子。元は一介の大学生だった。紅天蛾が恋愛感情を抱いていた。彼のユグドラシルが、パラダイムシフトの鍵となる。
阿倍 葛子（あべ かつこ）
陰陽師。安倍晴明の子孫?北斗の母。
阿倍 北斗（あべ ほくと）
新宿署捜査一課の警部補。新宿周辺で続発する怪事件を調べていくうちに少年探偵団の存在を知る。葛子の息子で、ある程度の陰陽術を使える。飄々とした性格。刑事として事件解決に奮闘するのだが、どうにも見せ場が無い。
円城寺只子（えんじょうじ ただこ）
私立聖賢学園教頭。校則や規則に厳しく荘助らも度々睨まれ目を付けられている。

## 既刊一覧

### 小説
- 太田忠司（著） / 大貫健一（イラスト、第6巻まで） / 高田明美（イラスト、第7巻以降） 『新宿少年探偵団』 講談社〈講談社ノベルス〉、全9巻
  - 『新宿少年探偵団』1995年3月30日発売[3]、ISBN 4-06-181843-0
    - 「文庫版」1998年5月15日発売[4]、ISBN 4-06-263808-8

  - 『怪人大鴉博士 新宿少年探偵団』1995年11月29日発売[5]、ISBN 4-06-181882-1
    - 「文庫版」1999年11月12日発売[6]、ISBN 4-06-264732-X

  - 『摩天楼の悪夢 新宿少年探偵団』1996年9月2日発売[7]、ISBN 4-06-181930-5
    - 「文庫版」2001年1月17日発売[8]、ISBN 4-06-273069-3

  - 『紅天蛾（べにすずめ） 新宿少年探偵団』1997年8月3日発売[9]、ISBN 4-06-181975-5
    - 「文庫版」2002年8月9日発売[10]、ISBN 4-06-273505-9

  - 『鴇色の仮面 新宿少年探偵団』1998年4月27日発売[11]、ISBN 4-06-182022-2
    - 「文庫版」2004年8月10日発売[12]、ISBN 4-06-274832-0

  - 『まぼろし曲馬団 新宿少年探偵団』2000年8月4日発売[13]、ISBN 4-06-182143-1
    - 「文庫版」2005年5月13日発売[14]、ISBN 4-06-275078-3

  - 『まぼろし曲馬団の逆襲 新宿少年探偵団』2003年3月6日発売[2]、ISBN 4-06-182302-7
  - 『大怪樹 新宿少年探偵団』2004年1月10日発売[15]、ISBN 4-06-182346-9
  - 『宙 新宿少年探偵団』2004年8月7日発売[16]、ISBN 4-06-182385-X

### 漫画
- 太田忠司（原作） / こやま基夫（作画） 『新宿少年探偵団』 秋田書店〈少年チャンピオン・コミックス〉、2002年6月27日発売[17]、ISBN 4-253-20123-7

## 映画
1998年4月29日、松竹系にて公開された日本映画。脚本は尾張元、監督は淵井正文。主演は相葉雅紀、松本潤、横山裕の3人。深田恭子、加藤あいは映画初出演となった。
映画のラスト、歌のシーンはハワイで撮影された。

### ストーリー
探偵好きな中学生羽柴壮助が公園で不思議なマークを見つけるところから始まる。壮助が探しているマークというのは太陽のような形をしている。このマークはアリサと言う少女が現れた場所だけに現れる。アリサは「お友達になって」と新宿の街をさまよっていた。壮助はある駐車場でアリサと出会う。アリサが駐車場から消えた後壮助は不思議なペンダントを見つける。この事件から壮助は謙太郎、響子、美香とともにある人物の陰謀に巻き込まれていく。蘇芳から少年たちに手渡されたBDバッジは、何のために作られたのか。 アリサの父軽部のたくらんでいることはなんなのだろうか。新しい「少年探偵団」が、新宿の街に誕生！1998年4月、光と闇の交錯する夜の新宿の街で、5人が軽部の陰謀に立ち向かっていく。

### キャスト
- 羽柴壮助 - 相葉雅紀[21]
- 神崎謙太郎 - 松本潤[21]
- 蘇芳彰 - 横山裕[21]
- 夢野美香 - 深田恭子[21]
- 七月響子 - 加藤あい[21]
- アリサ - 酒井彩名[21]
- 榊真吾 - 石井愃一[18]
- 羽柴武彦 - 金田明夫[18]
- 神崎友子 - 深浦加奈子[18]
- 料理番組のアナウンサー - 岩瀬惠子[18]
- 古本屋の店主 - 不破万作[18]
- 七月剛 - 藤波辰爾[18]
- 夢野聡一郎 - 清水綋治[18]
- 夢野沙恵子 - 加賀まりこ[18]
- 軽部成安 - 近藤正臣[21]

### ジャニーズJr.
※相葉・松本・横山以外はエンドクレジット後のエンディングシーンのみ出演。
- 滝沢秀明
- 小原裕貴
- 大坂俊介
- 三浦勉
- 高橋譲
- 川野直輝
- 二宮和也
- 風間俊介
- 山下智久

- 矢代徳久
- 岩沢勇典
- 梨本威温
- 小場賢
- 森近政司
- 松本和希
- 山崎哲寛
- 上里亮太

- 宮城俊太
- 丸山隆平
- 錦戸亮
- 安田章大
- 村上信五
- 相葉雅紀
- 松本潤
- 横山裕

### スタッフ
- 製作 - 中川滋弘[18]
- プロデューサー - 道祖土健[18]、椿宜和[18]、斉藤朋彦[18]
- 原作 - 太田忠司（講談社ノベルズ刊）
- 脚本 - 尾張元[21]
- 撮影 - 大岡新一[21]
- 美術 - 太田喜久男[21]
- 音楽 - 宇崎竜童[21]、増田俊郎
- 照明 - 高野和男[18]
- 録音 - 鈴木肇[24]
- 編集 - 川瀬功[18]
- 助監督 - 崎田憲一[21]
- 音楽プロデューサー - 高橋宗芳[24]、矢野善照[24]、高石真美[24]
- 衣裳 - 大森茂雄[24]、江渡ゆかり[24]、佐藤七[24]
- キャラクター・クリーチャーデザイン - 山田章博[24]
- 音楽協力 - 「Can do! Can go!」（ジャニーズ出版）
- 企画協力 - ジャニー喜多川[18]、小川富子[18]
- 監督 - 淵井正文[21]
- 配給 - 松竹[18]

### 関連商品
- 新宿少年探偵団 VHS（1999年1月21日）
- 新宿少年探偵団 DVD（2002年7月25日）